# فرودگاه اولاوا
فرودگاه اولاوا (به انگلیسی: Ulawa Airport)  یک فرودگاه   با کد یاتا RNA است . این فرودگاه در  کشور جزایر سلیمان قرار دارد .